# Jane by Design
Jane by Design (2012) – amerykański serial komediowo-obyczajowy stworzony przez April Blair. Wyprodukowany przez Pariah Television, April Blair's Logo i ABC Family Original Productions.
Światowa premiera serialu miała miejsce 3 stycznia 2012 roku na antenie ABC Family. Emisja zakończyła się 31 lipca 2012 roku po 18 odcinkach. Dnia 17 sierpnia 2012 roku serial został skasowany.

## Opis fabuły
Serial opowiada o nastoletniej dziewczynie zwanej Jane Quimby (Erica Dasher), która dostaje pracę jako asystentka w domu mody.

## Obsada

### Główni
- Erica Dasher jako Jane Quimby
- Nick Roux jako Billy Nutter
- Rowly Dennis jako Jeremy Jones
- David Clayton Rogers jako Ben Quimby
- India de Beaufort jako India Jourdain
- Meagan Tandy jako Lulu Pope
- Matthew Atkinson jako Nick Fadden
- Andie MacDowell jako Gray Chandler Murray

### Pozostali
- Smith Cho jako Rita Shaw
- Ser'Darius Blain jako Carter
- Karynn Moore jako Harper
- Brooke Lyons jako Birdie
- Bryan Dechart jako Eli Chandler
- Mariah Buzolin jako Zoe
- Briga Heelan jako Amanda Clark
- Christopher B. Duncan jako sędzia Bentley Pope
- Rob Mayes jako Tommy Nutter
- Oded Fehr jako Beau Bronn
- Teri Hatcher jako Kate Quimby

## Spis odcinków
| Światowa premiera | N/o | Angielski tytuł     |
| ----------------- | --- | ------------------- |
|                   |     |                     |
| SERIA PIERWSZA    |     |                     |
|                   |     |                     |
| 03.01.2012        | 01  | Pilot               |
|                   |     |                     |
| 10.01.2012        | 02  | The Runway          |
|                   |     |                     |
| 17.01.2012        | 03  | The Birkin          |
|                   |     |                     |
| 24.01.2012        | 04  | The Finger Bowl     |
|                   |     |                     |
| 31.01.2012        | 05  | The Look Book       |
|                   |     |                     |
| 07.02.2012        | 06  | The Image Issue     |
|                   |     |                     |
| 14.02.2012        | 07  | The Teen Model      |
|                   |     |                     |
| 21.02.2012        | 08  | The Wedding Gown    |
|                   |     |                     |
| 28.02.2012        | 09  | The Getaway         |
|                   |     |                     |
| 06.03.2012        | 10  | The End of the Line |
|                   |     |                     |
| 05.06.2012        | 11  | The Replacement     |
|                   |     |                     |
| 12.06.2012        | 12  | The Celebrity       |
|                   |     |                     |
| 19.06.2012        | 13  | The Surprise        |
|                   |     |                     |
| 26.06.2012        | 14  | The Second Chance   |
|                   |     |                     |
| 10.07.2012        | 15  | The Online Date     |
|                   |     |                     |
| 17.07.2012        | 16  | The Backup Dress    |
|                   |     |                     |
| 24.07.2012        | 17  | The Sleepover       |
|                   |     |                     |
| 31.07.2012        | 18  | The Bonus Check     |
|                   |     |                     |